# Vergleichsmikroskop

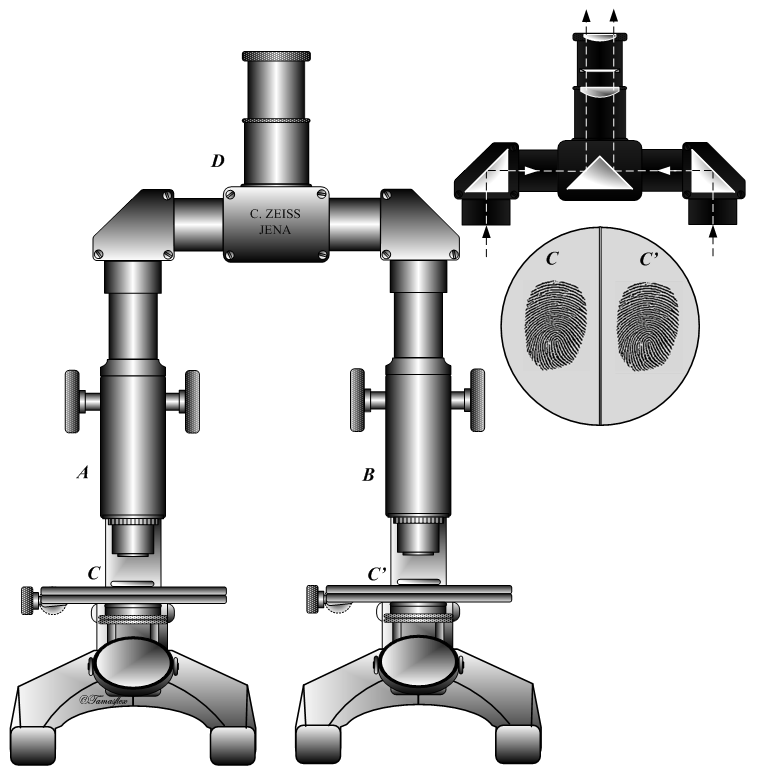
Vergleichsmikroskop
A - B - Identische Mikroskope
C - C′ - Objekte, die verglichen werden
D - Okular (Optische Brücke)

Ein Vergleichsmikroskop stellt ein Mikroskop dar, mit dem man zwei Objekte bzw. Proben gleichzeitig betrachten und somit vergleichen kann. Die erste Idee eines Vergleichsmikroskops wurde 1885 von dem russischen Geologen Alexander Alexandrowitsch Inostranzew publiziert. Die konstruktiven Vorschläge des Osnabrücker Chemikers Wilhelm Thörner führten 1911 zur Vorstellung des ersten kommerziell erhältlichen Vergleichsmikroskops von Wilhelm & Heinrich Seibert, Wetzlar.
Später kam das Vergleichsmikroskop vor allem in der forensischen Ballistik zum Einsatz. Erdacht wurde es für diese Anwendung (1925) und entwickelt (1927) von dem Chemiker Philipp O. Gravelle und dem Arzt Calvin Goddard, um herauszufinden, ob zwei Kugeln aus einer Waffe abgefeuert wurden bzw. welcher Waffentyp verwendet wurde. Dies ist möglich, da jede Waffe charakteristische Spuren an den Kugeln aufgrund des Zündmechanismus und des Laufs hinterlässt.